# Fouchères (Yonne)
Fouchères è un comune francese di 411 abitanti situato nel dipartimento della Yonne nella regione della Borgogna-Franca Contea.

## Società

### Evoluzione demografica
Abitanti censiti